# Guanlong wucaii
Guanlong wucaii es la única especie conocida del género extinto Guanlong ("dragón crestado") de dinosaurio terópodo tiranosauroide, que vivió a finales del período Jurásico, hace aproximadamente 156 millones de años, en el Oxfordiense, en lo que hoy es Asia.

## Descripción
Guanlong wucaii medía aproximadamente 3 metros de longitud y 1,1 de altura. Probablemente estuvo cubierto de protoplumas, al igual que su pariente primitivo, Dilong paradoxus.

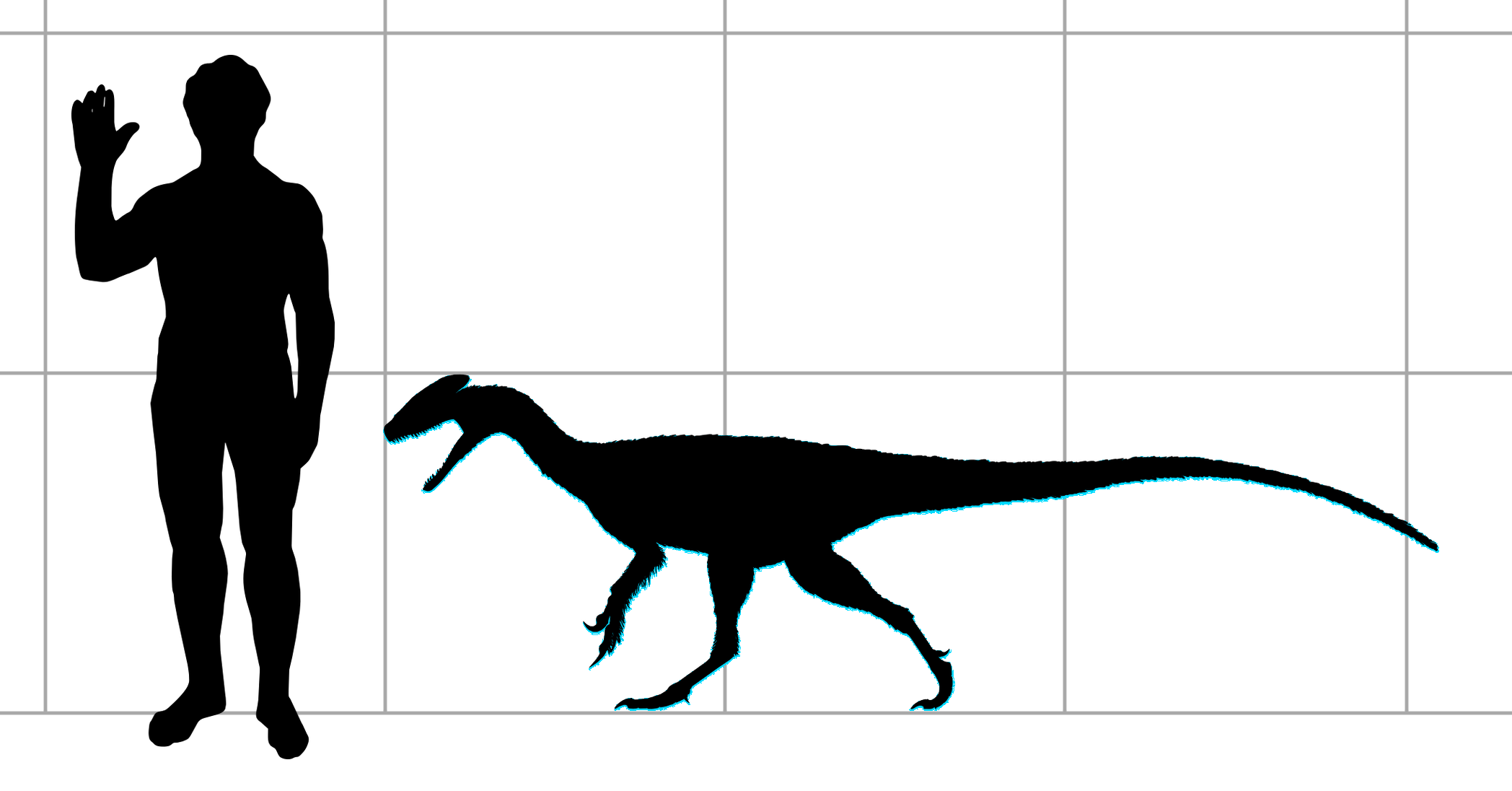
Comparación de tamaños.

Este saurisquio terópodo bípedo compartía muchos rasgos con sus descendientes, y también tenía algunos inusuales, como una gran cresta en su cabeza. A diferencia de los tiranosáuridos posteriores, Guanlong wucaii tenía tres dedos largos en sus manos. Aparte de su cresta distintiva, se habría parecido a su pariente cercano Dilong paradoxus y como este puede haber tenido una capa de plumas primitivas . La cresta en el cráneo del espécimen no maduro es notablemente más pequeña y restringida a la porción delantera del hocico, mientras que el adulto tiene una cresta más grande y más extensa. Las crestas de ambos especímenes son estructuras finas, delicadas que servían probablemente como órganos de exhibición.

## Descubrimiento e investigación

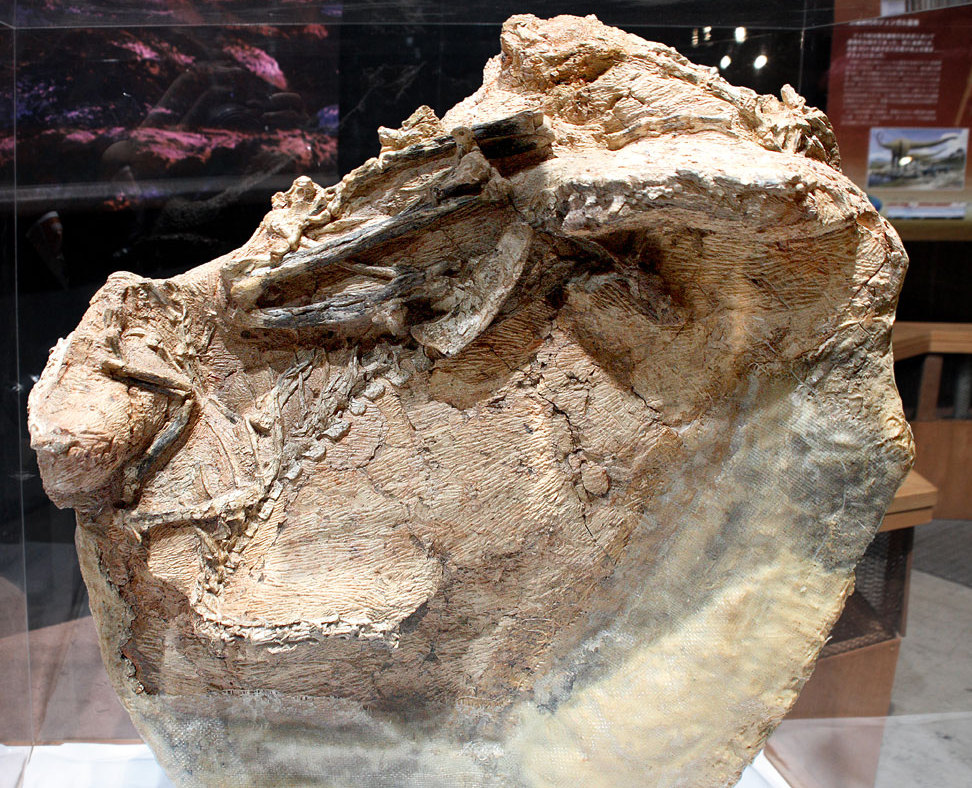
El espécimen paratipo IVPP V14532, con su cráneo eliminado

Guanlong wucaii fue descubierto en el área de Dzungaria de China por una expedición conjunta por científicos del Instituto de Paleontología de Vertebrados y Paleoantropología y la Universidad George Washington y nombrado por Xu Xing en 2006. Guanlong proviene de las palabras chinas para la "corona",冠, y "dragón", refiriéndose a la cresta. El epíteto específico, 五彩, wucaii  en Hanyu Pinyin, "wǔcǎi", significa "multicolor" y se refiere a los colores de la roca de Wucaiwan, 五彩灣, las tierras baldías multicolores donde se encontró la criatura. Sus fósiles se encontraron en la Formación Shishugou que data de hace unos 160 millones de años, en la etapa de Oxfordiense del período Jurásico Tardío, 92 millones de años antes de su conocido familiar Tyrannosaurus.

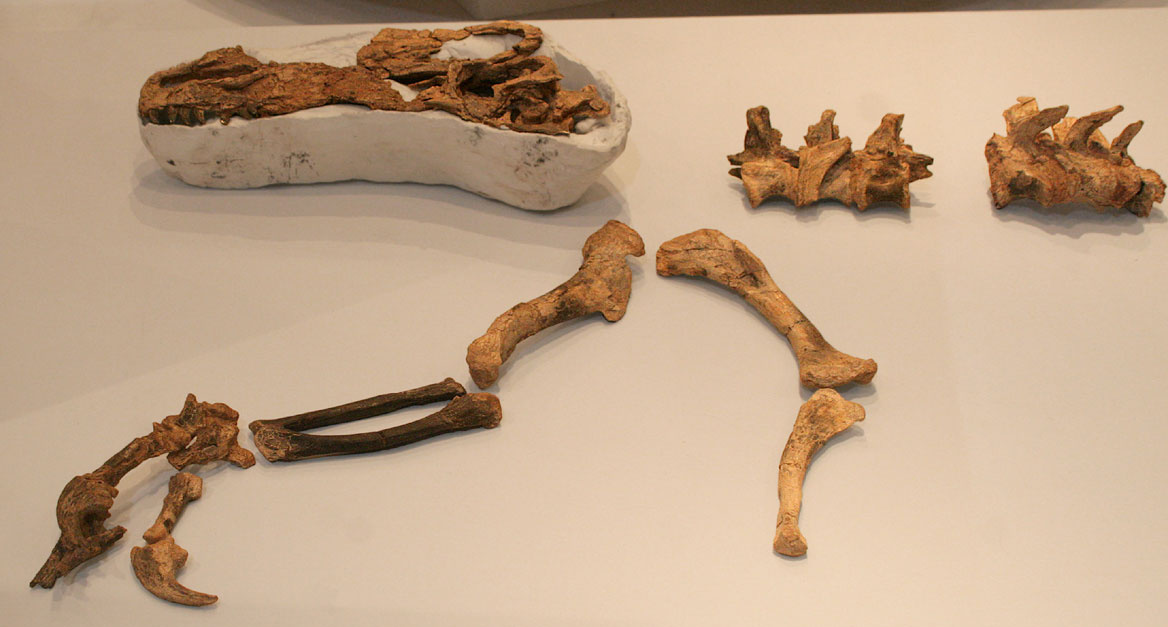
Material del adulto

Actualmente, Guanlong wucaii se conoce a partir de dos especímenes, uno descubierto sobre otro, con otros tres dinosaurios terópodos individuales, en la formación Shishugou. El holotipo, IVPP V14531, es un esqueleto adulto razonablemente completo, parcialmente articulado. Otro espécimen, no maduro se conoce articulado completamente y casi completo. Se presumía que había sido pisoteado, después de la muerte, por el adulto. Ambos esqueletos se encontraron uno encima del otro, con 25 centímetros de espacio vertical, el animal joven en la parte inferior. Los descubridores creen que ambos murieron en el lugar, el más joven fue enterrado por completo y, posteriormente fue hundido en el lodo por el holotipo que, después de su muerte, permaneció en la superficie por más tiempo y resistió. Tal vez había una especie de pozo de barro que funcionaba como una trampa, una trampa mortal de dinosaurios como National Geographic la llamó en un documental. Otros tres dinosaurios, todos los terópodos, fueron encontrados aún más profundos y sus cuerpos pueden haber atraído a los especímenes de Guanlong wucaii.
La primera descripción fue breve y provisional. Esto condujo en 2006 a la declaración de Thomas Carr de que Guanlong wucaii solo sería un ejemplar joven de Monolophosaurus jiangi encontrado en la misma formación, que también tiene una cresta. Hoy en día esta posibilidad es generalmente rechazada. En 2010, sin embargo, Gregory S. Paul cambió el nombre de la especie, o al menos del paratipo que se convirtió en lectotipo , a un Monolophosaurus wucaii, sin que esto fuera seguido.
En 2010, Jonah Nathaniel Choniere describió el holotipo y el cráneo del paratipo con gran detalle, pero en su disertación esta inédita . En 2015 se publicó un estudio sobre la función de la mano. Se ha anunciado la publicación de una osteología completa.

## Clasificación

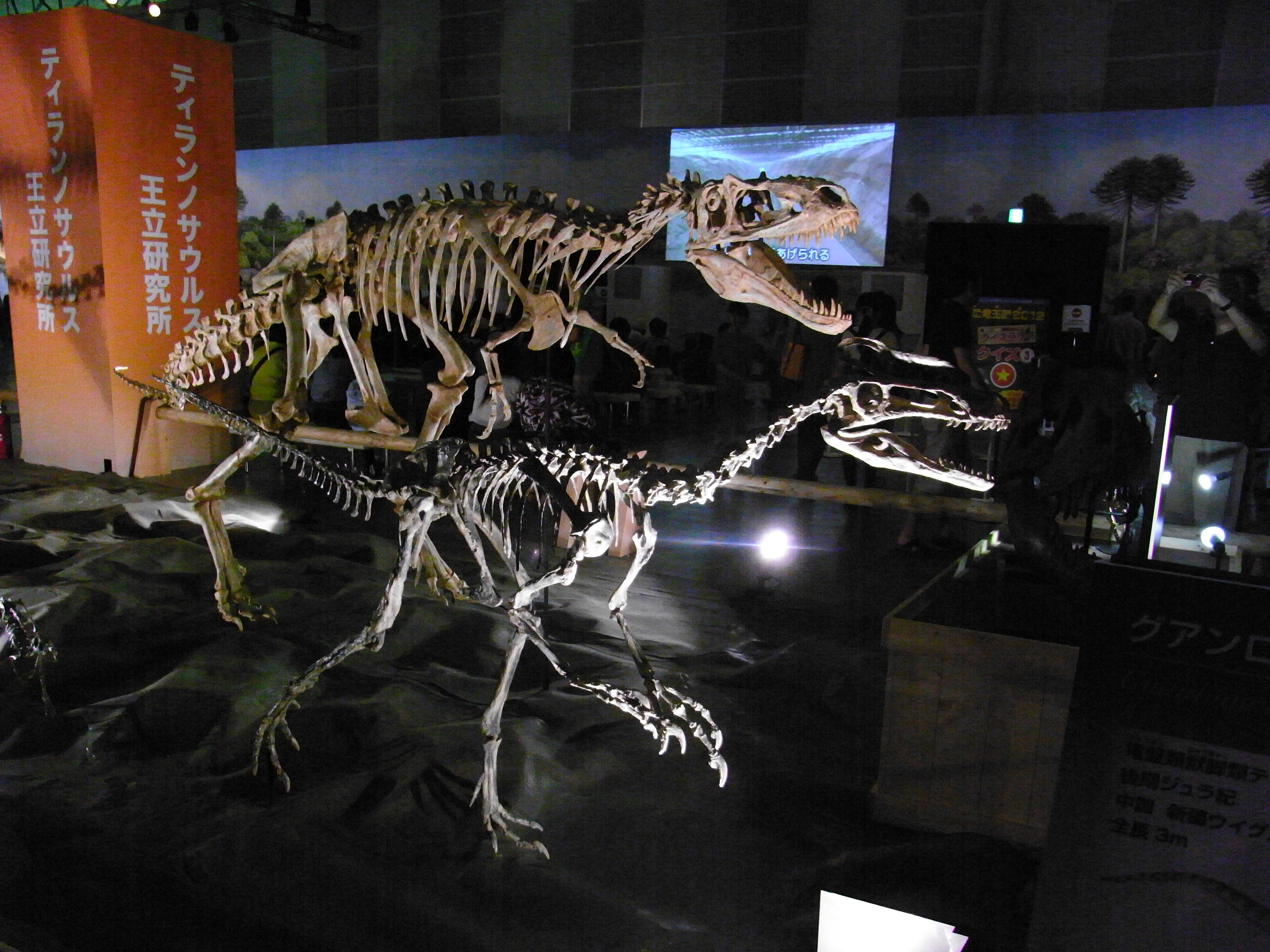
Esqueleto montado en primer plano, junto con su pariente más joven Alioramus.

En un estudio reciente, se encontró que Guanlong wucaii estaba en un clado con Proceratosaurus bradleyi y Kileskus aristotocus. Juntos formaron la familia Proceratosauridae con un clado que contiene Sinotyrannus kazuoensis, Juratyrant langhami y Stokesosaurus clevelandi.

Sin embargo, en 2014 se publicó otro estudio, en lugar de encontrar el género Stokesosaurus fuera de la familia, que solo incluía los de Guanlong, Proceratosaurus , Kileskus y Sinotyrannus.

### Filogenia
A continuación se muestra un cladograma simplificado del análisis realizado por Fiorillo & Tykoski, 2014.

|  | Guanlong wucaii                                                                      |
|  |                                                                                      |
|  | \| \| Proceratosaurus bradleyi \| \| \| \| \| \| Sinotyrannus kazuoensis \| \| \| \| |
|  |                                                                                      |
|  | Proceratosaurus bradleyi                                                             |
|  |                                                                                      |
|  | Sinotyrannus kazuoensis                                                              |
|  |                                                                                      |

|  | Proceratosaurus bradleyi |
|  |                          |
|  | Sinotyrannus kazuoensis  |
|  |                          |

|  | Guanlong wucaii                                                                      |
|  |                                                                                      |
|  | \| \| Proceratosaurus bradleyi \| \| \| \| \| \| Sinotyrannus kazuoensis \| \| \| \| |
|  |                                                                                      |
|  | Proceratosaurus bradleyi                                                             |
|  |                                                                                      |
|  | Sinotyrannus kazuoensis                                                              |
|  |                                                                                      |

|  | Proceratosaurus bradleyi |
|  |                          |
|  | Sinotyrannus kazuoensis  |
|  |                          |

## Paleobiología

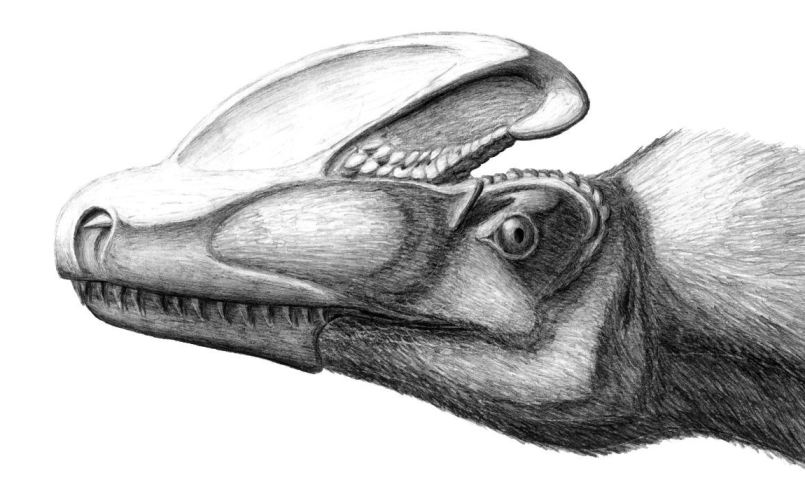
Restauración de la cabeza

La edad de los dos individuos se determinó mediante un análisis histológico. Se demostró que el adulto había madurado a los 7 años de edad y murió a la edad de 12 años. El juvenil murió a los 6 años y todavía estaba creciendo. Como los individuos tienen diferentes edades, se pueden ver algunos de los cambios que ocurrieron durante el crecimiento. En el juvenil, la cresta está restringida al hocico, que es proporcionalmente más corto. La órbita también es más grande, la mano es comparativamente más grande, la parte inferior de la pierna es más larga, el hueso púbico tiene un extremo menos expandido y otras características que se encuentran en más coelurosaurios y tiranosauroides derivados.
Guanlong wucaii poseía una cresta craneal, que puede haber sido utilizada para la exhibición. Es similar a los de Dilophosaurus wetherilli y Monolophosaurus jiangi y al igual que aquellos que fueron altamente neumatizadas . Sin embargo, era más delicado que en los otros géneros, y también proporcionalmente más grande y más elaborada. También se ha sugerido que las estructuras en Dilophosaurus wetherilli y Monolophosaurus jiangi son para el reconocimiento de especies, pero la cresta más grácil de Guanlong wucaii es más probable para fines de exhibición.

## En la cultura popular
El documental del National Geographic Channel Dino Death Tramp fue el primer documental en mostrar a Guanlong wucaii, en que se describe el descubrimiento y la interpretación de los  supuestos "hoyos de la muerte" en China.
En la película  Ice Age: Dawn of the Dinosaurs (2009) los protagonistas son atacados por un grupo de Guanlong wucaii, en esta se les retrata como cazadores grupales, similares a los raptores de Jurassic Park.